# Oscar Fulloné
Luis Oscar Fulloné Arce (4 de abril de 1939 – 22 de mayo de 2017) fue un futbolista y entrenador argentino. Se desempeñó como centrocampista en Independiente Medellín y Real Oviedo antes de trasladarse a Inglaterra en 1967 para jugar en el Aston Villa. Durante su paso por el fútbol inglés, fue conocido como Oscar Arce. Tras su retiro como jugador, permaneció en el país y asumió roles como entrenador en el Sheffield United y Sunderland. Posteriormente, en 1980, dirigió al FC Sion de Suiza antes de construir una destacada carrera como entrenador en diversos clubes africanos, donde alcanzó gran éxito. Finalmente, se estableció en Marruecos, donde residió hasta su fallecimiento.

## Carrera como jugador
Fulloné inició su carrera en Estudiantes de La Plata en Argentina, luego jugó en Independiente Medellín de Colombia y en el Real Oviedo de España. 
En 1968, Oscar Arce se unió al Aston Villa de Inglaterra junto a su hermano menor, Héctor Fulloné Arce. En aquel entonces, se destacaba que Arce era un verdadero maestro en el control del balón y tenía un gran deseo de jugar para el club, al punto de haber cumplido con un período de residencia de dos años en el país. Ambos hermanos formaron parte del equipo de reservas en la Central League durante la temporada 1968-69, aunque ninguno logró debutar con el primer equipo.
En octubre de 1969, Fulloné fue sometido con éxito a una cirugía para la extracción de cartílago en su pierna izquierda. Tras recuperarse, quedó en libertad de contrato, mientras que su hermano Héctor regresó a Argentina.

## Clubes
| Club                    | País       | Año       |
| ----------------------- | ---------- | --------- |
| Estudiantes de La Plata | Argentina  | 1961-1962 |
| Independiente Medellín  | Colombia   | 1962-1963 |
| Real Oviedo             | España     | 1963-1964 |
| Aston Villa             | Inglaterra | 1967-1969 |

## Carrera como entrenador
Tras su retiro como jugador, Luis Oscar Fulloné inició su carrera como entrenador. En septiembre de 1977, fue nombrado director técnico del equipo juvenil del Millwall, aunque aparentemente rechazó la posibilidad de dirigir a El Salvador en el Campeonato CONCACAF de 1977. Posteriormente, entre 1978 y 1979, formó parte del cuerpo técnico del Sheffield United, periodo en el que el club intentó fichar al internacional argentino Diego Maradona, aunque finalmente terminó incorporando a Alejandro Sabella. Además, Fulloné desempeñó un papel clave en la llegada de los campeones del mundo Ricardo Villa y Osvaldo Ardiles al Tottenham Hotspur.
La trayectoria de Luis Oscar Fulloné como entrenador comenzó en Suiza, donde dirigió al FC Sion entre 1980 y 1981. [1] A partir de entonces, desarrolló gran parte de su carrera en el fútbol africano, logrando títulos de liga en Costa de Marfil, Libia, Marruecos y Túnez. Además, conquistó en dos años consecutivos la Liga de Campeones de la CAF con distintos equipos: ASEC Mimosas y Raja Casablanca. En 2002, también consiguió la Copa Africana de Naciones con el Wydad Casablanca. Su desempeño lo llevó a ser nominado por la CAF como Entrenador del Año en África, aunque finalmente el galardón fue para Bruno Metsu. [2]
Fulloné tuvo un breve paso como seleccionador de Burkina Faso, dirigiendo al equipo entre septiembre de 2001 y enero de 2002. Sin embargo, dejó el cargo antes de la Copa Africana de Naciones de 2002 debido a la enfermedad de su esposa, quien estaba hospitalizada en París, Francia.

## Clubes como entrenador
| Club                        | País                   | Año       |
| --------------------------- | ---------------------- | --------- |
| FC Sion                     | Suiza                  | 1980-1981 |
| ASEC Mimosas                | Costa de Marfil        | 1994-1998 |
| Raja Casablanca             | Marruecos              | 1998-2000 |
| Al-Ahly (Trípoli)           | Libia                  | 2000      |
| Al Ain                      | Emiratos Árabes Unidos | 2000      |
| Al-Masry                    | Egipto                 | 2000-2001 |
| Burkina Faso                | Burkina Faso           | 2001-2002 |
| Wydad Casablanca            | Marruecos              | 2002-2003 |
| Espérance Sportive de Tunis | Túnez                  | 2003-2004 |
| Mamelodi Sundowns           | Sudáfrica              | 2004-2005 |
| Raja Casablanca             | Marruecos              | 2005-2006 |
| Maghreb Fez                 | Marruecos              | 2007      |
| Al-Ittihad (Aleppo)         | Siria                  | 2007-2008 |
| Wydad Casablanca            | Marruecos              | 2008      |
| USM Alger                   | Argelia                | 2008-2009 |
| KAC Kénitra                 | Marruecos              | 2009-2010 |

## Palmarés

### Títulos nacionales
| Título                        | Club                 | País            | Año  |
| ----------------------------- | -------------------- | --------------- | ---- |
| Campeonato de Costa de Marfil | ASEC Mimosas         | Costa de Marfil | 1997 |
| Campeonato de Costa de Marfil | ASEC Mimosas         | Costa de Marfil | 1998 |
| Copa de Costa de Marfil       | ASEC Mimosas         | Costa de Marfil | 1997 |
| Copa Houphouët-Boigny         | ASEC Mimosas         | Costa de Marfil | 1997 |
| Copa Houphouët-Boigny         | ASEC Mimosas         | Costa de Marfil | 1998 |
| Campeonato de Marruecos       | Raja Casablanca      | Marruecos       | 1999 |
| Campeonato de Marruecos       | Raja Casablanca      | Marruecos       | 2000 |
| Primera División de Libia     | Al-Ahly SC (Trípoli) | Libia           | 2000 |
| Copa de Libia                 | Al-Ahly SC (Trípoli) | Libia           | 2000 |
| Supercopa de Libia            | Al-Ahly SC (Trípoli) | Libia           | 2000 |
| Copa del Trono                | Wydad Casablanca     | Marruecos       | 2002 |
| Campeonato de Túnez           | Espérance de Tunis   | Túnez           | 2004 |

### Títulos internacionales
| Título                      | Club             | País            | Año  |
| --------------------------- | ---------------- | --------------- | ---- |
| Liga de Campeones de la CAF | ASEC Mimosas     | Costa de Marfil | 1998 |
| Liga de Campeones de la CAF | Raja Casablanca  | Marruecos       | 1999 |
| Copa Afroasiática de Clubes | Raja Casablanca  | Marruecos       | 1999 |
| Supercopa de la CAF         | Raja Casablanca  | Marruecos       | 2000 |
| Recopa Africana             | Wydad Casablanca | Marruecos       | 2002 |
| Liga de Campeones Árabe     | Raja Casablanca  | Marruecos       | 2006 |

## Muerte
Falleció en mayo de 2017, a los 78 años, en Marruecos.